# 怪盜Saint Tail
《怪盜Saint Tail》（日语：怪盗 セイント・テール），是日本漫畫家立川惠的少女漫畫作品，自1994年至1996年間連載於講談社旗下的漫畫雜誌《Nakayoshi》，共24話（特別篇另計），另發行了單行本共7冊。本作品後來被改編成電視動畫，由朝日放送、電通、TMS娛樂聯合製作，自1995年10月12日至1996年9月12日在ANN系列首播，共43集。
在香港，該動畫曾於1997年在香港有線電視兒童台及亞洲電視本港台首播。台灣播映權是由中國電視公司取得，首播期間為2000年5月15日至2001年3月26日，八大綜合台亦有重播。中國天津電視台少兒頻道也曾以《聖少女》片名播放該動畫，不過只播放38集。

## 故事簡介
主角羽丘芽美是一個中學二年級女生，她的強項是體育。芽美的好朋友深森聖良是實習修女，課餘時間在教堂聆聽前來祈求天主幫助的人的請求，當中許多人是來祈求一些本來屬於他們的物品可以物歸原主。聖良會把這些請求告訴芽美，芽美便會變成怪盜「怪盜聖少女」去達成那些人的願望。雖然怪盜聖少女的動機是善良的，但她偷取物品的行為在表面上仍算是盜竊。「芽美是怪盜聖少女」的秘密只有聖良知道。
芽美的同學飛鳥大貴（飛鳥Jr.；飛鳥二世）很想捉到圣少女，並且得到市長許可，能夠調動警察對付怪盜聖少女。可是他不知道怪盜聖少女的真正身分。芽美對飛鳥產生了好感，甚至在行動前會向飛鳥發出挑戰書，讓他作好準備。雖然飛鳥很努力，卻一直捉不到怪盜聖少女。
怪盜聖少女需偷走一面魔鏡，而該面魔鏡可照出人的身分。怪盜聖少女在強光中照魔鏡時照出了本來面目，恰巧給飛鳥看見。之後，飛鳥開始懷疑芽美就是怪盜聖少女。
在故事結尾，飛鳥被人擄走。芽美為救走飛鳥，決定變身成怪盜聖少女救飛鳥。芽美行動前也循例發出挑戰書，示意飛鳥「怪盜聖少女將會偷走他」，也是最後一次任務。飛鳥和芽美於8年後結婚。

## 登場角色
羽丘芽美／聖少女
聲 - 櫻井智（日本）、許淑嬪（台灣）、吳小藝（香港）、李曄（中國大陸）
9月29日出生。天秤座。A型。主角，聖波利亞學院中學部學生，精於魔術，為了幫助有需要的人而成為聖少女。喜歡飛鳥，並於最後答應飛鳥的求婚。
飛鳥大貴／（常被稱為「飛鳥Jr.」，或譯「飛鳥二世」）
聲 - 岡野浩介（日）、于正昌（台）、陳廷軒（香港）、武向彤（中國大陸）
8月12日出生。獅子座。AB型。芽美的同班同學，飛鳥探長之子。常與芽美鬥嘴，是一對歡喜冤家。在追逐聖少女的過程中，漸漸喜歡上芽美，並告白成為情侶，不過後來發現聖少女的真實身分，並將她抓住。八年後成為一個偵探，並向芽美求婚。
深森聖良
聲 - 井上喜久子（日）、楊凱凱（台）、周文瑛（香港）、姚培華（中國大陸）
7月3日出生。巨蟹座。B型。實習修女，芽美的同班同學及好友，為聖少女（芽美）提供行動情報，也可以說是聖少女的同黨。
Ruby仔
聲 - 興梠里美（日）
芽美的寵物，是一隻刺猬。
高宮丽娜 / 高宮里奈
聲 - 永島由子（日）、楊凱凱（台）、曾秀清（香港）、黃笑嬿（中國大陸）
5月19日出生。金牛座。B型。聖華市市長的姪女，因轉到聖波利亞學院讀書而成為芽美的同學，志願是成為女警，也很想捉到聖少女。喜歡飛鳥。
佐渡真人
聲 - 森川智之（日）、魏伯勤（台）、霍波（香港）、張欣（中國大陸）
12月8日出生。射手座。O型。為學校新聞社的社員，在學校頗受女孩子歡迎。喜歡芽美，後來轉而追求聖良。
恭子
聲 - 岩男潤子（日）、楊凱凱（台）、龍德瓊（香港）
芽美的同班同學，留著一頭長髮，綁著紅色的蝴蝶結。
涼子
聲 - 興梠里美（日）、朱憶華（台）、徐愛貞（香港）
芽美的同班同學，留著黑色短髮。
羽丘源一郎
聲 - 井上和彥（日）、正昇（台）、曾秉輝（香港）、李丹青（中國大陸）
3月1日出生。雙魚座。A型。芽美的父親，魔術師。
羽丘映美
聲 - 榎本智惠子（日）、朱憶華（台）、徐愛貞（香港）、王蘇（中國大陸）
10月27日出生。天蠍座。A型。芽美的母親，以前也是怪盜，曾經以「怪盜露西法」之名犯案。
飛鳥友貴
聲 - 大塚明夫（日）、黃志明（香港）、李傳纓（中國大陸）
大貴的父親，聖華市警隊的探長。
仙道真珠
聲 - 金井美香（日）、姜麗儀（香港）、馮駿驊（中國大陸）
「潘朵拉」占卜館館主的養女，是聖少女的勁敵，與其養母利用催眠術偷取顧客的財物。性格機靈。外觀上的年紀好像比芽美她們都小。占卦和催眠術的使用者。
仙道椛子／怪盗蘿絲瑪麗
聲 - 幸田直子（日）、朱憶華（台）、譚淑英（香港）
「潘朵拉」占卜館館主，以前本是偷竊珠寶的怪盜，因芽美母親的原因而被公開其真名(日語”椛子“與河馬同音)。因此想向芽美母女報復。
森中秀雄
聲 - 中村秀利（日）
聖華市的市長，高宮莉娜的伯父，给飛鳥Jr.追捕聖少女的權力。
筱宮清子
聲 - 荒木香惠（日）
於動畫第四話登場，暗戀飛鳥Jr.，因此委託聖少女偷走新娘頭紗以逃避其父母訂下的婚約。

## 出版書籍

### 單行本
| 冊數 | 講談社        | 講談社             |
| 冊數 | 發售日期      | ISBN               |
| ---- | ------------- | ------------------ |
| 1    | 1995年6月6日  | ISBN 4-06-178808-6 |
| 2    | 1995年10月6日 | ISBN 4-06-178816-7 |
| 3    | 1996年2月6日  | ISBN 4-06-178824-8 |
| 4    | 1996年6月6日  | ISBN 4-06-178833-7 |
| 5    | 1996年9月6日  | ISBN 4-06-178842-6 |
| 6    | 1996年12月6日 | ISBN 4-06-178850-7 |
| 7    | 1997年4月4日  | ISBN 4-06-178859-0 |

### 新裝版
| 冊數 | 講談社         | 講談社                 |
| 冊數 | 發售日期       | ISBN                   |
| ---- | -------------- | ---------------------- |
| 1    | 2011年10月13日 | ISBN 978-4-06-376160-3 |
| 2    | 2011年10月13日 | ISBN 978-4-06-376161-0 |
| 3    | 2011年11月11日 | ISBN 978-4-06-376162-7 |
| 4    | 2011年11月11日 | ISBN 978-4-06-376163-4 |

### 各回標題
| 話數   | 標題 | 刊載期數     | 單行本 | 新裝版 |
| ------ | ---- | ------------ | ------ | ------ |
| 1      |      | 1994年10月號 | 第1卷  | 第1卷  |
| 2      |      | 1994年11月號 | 第1卷  | 第1卷  |
| 3      |      | 1994年12月號 | 第1卷  | 第1卷  |
| 4      |      | 1995年1月號  | 第1卷  | 第1卷  |
| 5      |      | 1995年3月號  | 第2卷  | 第1卷  |
| 6      |      | 1995年4月號  | 第2卷  | 第1卷  |
| 7      |      | 1995年5月號  | 第2卷  | 第1卷  |
| 8      |      | 1995年6月號  | 第2卷  | 第1卷  |
| 9      |      | 1995年7月號  | 第2卷  | 第2卷  |
| 10     |      | 1995年8月號  | 第3卷  | 第2卷  |
| 11     |      | 1995年9月號  | 第3卷  | 第2卷  |
| 12     |      | 1995年10月號 | 第3卷  | 第2卷  |
| 13     |      | 1995年11月號 | 第3卷  | 第2卷  |
| 14     |      | 1995年12月號 | 第4卷  | 第2卷  |
| 15     |      | 1996年1月號  | 第4卷  | 第3卷  |
| 16     |      | 1996年2月號  | 第4卷  | 第3卷  |
| 17     |      | 1996年3月號  | 第4卷  | 第3卷  |
| 18     |      | 1996年4月號  | 第5卷  | 第3卷  |
| 19     |      | 1996年5月號  | 第5卷  | 第3卷  |
| 20     |      | 1996年6月號  | 第5卷  | 第3卷  |
| 21     |      | 1996年7月號  | 第5卷  | 第4卷  |
| 22     |      | 1996年8月號  | 第6卷  | 第4卷  |
| 23     |      | 1996年9月號  | 第6卷  | 第4卷  |
| 24     |      | 1996年10月號 | 第6卷  | 第4卷  |
| 番外篇 |      | 1996年11月號 | 第7卷  | 第4卷  |
| 番外篇 |      | 1996年12月號 | 第7卷  | 第4卷  |
| 番外篇 |      | 1997年3月號  | 第7卷  | 第4卷  |

## 電視動畫

### 製作團隊
- 原作 - 立川惠
- 主要監督 - 鍋島修
- 人物設計、作畫監督 - 阿部純子
- 美術監督 - 小林七郎
- 背景 - 小林Production、あにまる屋
- 色彩設計 - 手嶋明美（エムアイ）
- 攝影監督 - 白尾仁志
- 攝影 - TMS Photo、旭Production、Trans Arts
- 編輯 - 鶴渕允寿
- 音樂監修 - 椙山浩一 ※不創作
- 主要音樂製作人 - 堀尾裕樹
- 音樂 - 松尾早人
- 音樂監督 - 鈴木清司
- 音響監督 - 山田悦司（第1話 - 第24話）、小林克良（第1話 - 第43話）
- 效果 - 横山正和
- 錄音調整 - 田中章喜、内山敬章
- 錄音助手 - 大城久典
- 錄音工作室 - APU STUDIO
- 錄音製作 - AUDIO PLANNING U
- 音樂製作人 - 鎌形英一、佐野弘明、佐藤成俊
- 音樂製作/協力 - Polyglam、スギヤマ工房
- 番組宣傳 - 小田部拓、梅村陽子、野寄貴美子（ABC）
- 故事構成 - 飯岡順一
- 製作擔當 - 小林辰與（第1話 - 第24話）→豊田智紀（第25話 - 第43話）
- 製作人 - 依田正和、大野逸雄[1]（ABC） / 中村重喜[1]、渡邊哲也（電通） / 尾崎穩通（TMS）
- 製作協力 - 電通
- 製作 - ABC、東京電影新社→KYOKUICHI東京電影

### 配音團隊
中国大陆普通话版
- 监制 - 萧红、李黄成、尹炜
- 制片·发行总监 - 严勇
- 责任编辑 - 郝建华
- 编辑 - 李涛、蔣蓓蓓
- 本片由上海东方电视台引进
- 本片由上海富尔亿广告传播有限公司独家发行
- 特别鸣谢 - 上海凯利特实业有限公司
- 广社动画审字（2001）第024号

### 主題曲

#### 片頭曲
『時を越えて』 （1〜24話）
作詞・歌 - 松雪泰子 / 作曲 - 松本俊明 / 編曲 - 黒羽康司
收錄
CDS『時を越えて』PODH-1282（Polyglam）
曲目『pray』POCH-1548（Polyglam）
曲目『怪盗セイント・テールBEST SONGS』TACX-2497（金牛宮唱片/販售商：Polyglam）
曲目『怪盗セイント・テールBEST OF BEST』POCX-1062（Polyglam）
『奔向明天』 （25〜最終話）
作詞・歌 - 松田聖子 / 作曲 - 松田聖子・小倉良 / 編曲 - 鳥山雄司
收錄
CDS『想見你〜Missing You〜』PHDL-1061（水星音樂娛樂）
曲目『Vanity Fair』PHCL-5028（水星音樂娛樂）
曲目『SEIKO '96〜'98』PHCL-5112（水星音樂娛樂）
曲目『卒業物語』UMCK-1090（Zone MME）
曲目『SEIKO Smile〜SEIKO MATSUDA 25th Anniversary Best Selection〜』UMCK-4055（環球音樂）

#### 片尾曲
『純心』（1〜24話）
作曲・歌 - 井上昌己 / 作詞 - 古賀勝哉 / 編曲 - 京田誠一
收錄
CDS『純心』TADX-7420（金牛宮唱片/販售商：Polyglam）
曲目『SweetII』TACX-2480（金牛宮唱片）
曲目『Up Side Down』TACX-2490（金牛宮唱片）
曲目『Love Ballad Best SHOKO LAND』 TACX-2496（金牛宮唱片）
曲目『怪盗セイント・テールBEST SONGS』TACX-2497（金牛宮唱片/販售商：Polyglam）
曲目『怪盗セイント・テールBEST OF BEST』POCX-1062（Polyglam）
曲目『GOLDEN☆BEST 井上昌己』UICZ-6057（廉價盤：UPCY-9301）（環球音樂）
『Up Side Down -永遠の環-』（25〜38話）　
作曲・歌 - 井上昌己 / 作詞 - 古賀勝哉 / 編曲 - 森園勝敏
收錄
CDS『Up Side Down -永遠の環-』TADX-7430（金牛宮唱片/販售商：Polyglam）
曲目『Up Side Down』TACX-2490（金牛宮唱片）
曲目『怪盗セイント・テールBEST SONGS』TACX-2497（金牛宮唱片/販售商：Polyglam）
曲目『怪盗セイント・テールBEST OF BEST』POCX-1062（Polyglam）
『夢みるメロディー』（39〜最終話）
歌 - 梶谷美由紀 / 作詞 - サエキけんぞう / 作曲・編曲 - 鈴木智文
收錄
CDS『夢みるメロディー』TADP-1010（新金牛宮唱片）
曲目『HEART & LIGHT』TACP-1005（新金牛宮唱片）
曲目『ANIMAX ANIMATION HITS COLLECTION』TACP-1007（新金牛宮唱片）
曲目『怪盗セイント・テールBEST OF BEST』POCX-1062（Polyglam）

#### 本篇音樂
收錄CD（曲目）
『怪盗セイント・テール 原聲帶 1』POCX-1013（Polyglam）
『怪盗セイント・テール 原聲帶 2』POCX-1034（Polyglam）

### 各話列表
| 話數   | 日文標題 | 中文標題                           | 腳本              | 分鏡       | 演出       | 作畫監督            | 播放日期        |
| ------ | -------- | ---------------------------------- | ----------------- | ---------- | ---------- | ------------------- | --------------- |
| 1      |          | 可愛的大怪盜登場！？將偷走你的心。 | 柏原寛司 藤田伸三 | 鍋島修     | 山本泰一郎 | 佐佐木惠子          | 1995年 10月12日 |
| 2      |          | 最好的對手！飛鳥Jr.                | 大川俊道 藤田伸三 | 佐藤真人   | 佐藤真人   | 浜田勝 山本天志     | 1995年 10月12日 |
| 番外篇 |          | 未播出                             | －                | 越智一裕   | 越智一裕   | 越智一裕            | 1995年 10月12日 |
| 3      |          | 芽美的戀人是刺蝟！？               | 藤田伸三          | 山本泰一郎 | 酒井伸次   | 田中穣              | 10月19日        |
| 4      |          | 結婚典禮，最討厭了。               | 藤田伸三          | 山本泰一郎 | 酒井伸次   | 田中穣              | 10月26日        |
| 5      |          | 幸福的傳說！？鐘樓的大騷動。       | 米村正二          | 羽生頼仙   | 羽生頼仙   | 渡邊伸弘            | 11月2日         |
| 6      |          | 強敵出現？轉校生麗娜。             | 藤田伸三          | 山本泰一郎 | 山本泰一郎 | 佐佐木惠子          | 11月9日         |
| 7      |          | 眼淚！落淚的初次約會！？           | 日暮裕一          | 松井仁之   | 松井仁之   | 山本天志            | 11月16日        |
| 8      |          | 危機！注意遺失了的物品。           | 米村正二          | 神田直人   | 神田直人   | 大竹紀子            | 11月23日        |
| 9      |          | 比賽會場大混亂！                   | 大川俊道          | 酒井伸次   | 酒井伸次   | 田中穣 渡邊伸弘     | 11月30日        |
| 10     |          | 告白了嗎！？                       | 米村正二          | 棚橋一徳   | 岡崎ゆきお | 阿部純子            | 12月7日         |
| 11     |          | 獨家新聞照片，學園祭大騷動。       | 日暮裕一          | 大庭秀昭   | 大庭秀昭   | 浜田勝              | 12月14日        |
| 12     |          | 令人震驚！大蜥蜴聖誕老人？！       | 大川俊道          | 山本泰一郎 | 山本泰一郎 | 佐佐木惠子 横手博人 | 12月21日        |
| 13     |          | 神秘！羅薩公主的鏡子。             | 橋本裕志          | 松井仁之   | 松井仁之   | 山本天志            | 1996年 1月11日  |
| 14     |          | 愛和淚的腳踏車                     | 米村正二          | 倉井さとし | 酒井伸次   | 渡邊伸弘            | 1月18日         |
| 15     |          | 追蹤寶石小偷！名犬利多爾。         | 藤田伸三          | 鍋島修     | 鍋島修     | 本橋秀之 宮崎渚     | 1月25日         |
| 16     |          | 盜取中華鐵人                       | 利波創造          | 大庭秀昭   | 大庭秀昭   | 浜田勝              | 2月1日          |
| 17     |          | 情人節的偷心賊！？                 | 横谷昌宏          | 岡崎ゆきお | 岡崎ゆきお | 山本天志            | 2月8日          |
| 18     |          | 碰到會有危險！高壓電流圈套。       | 日暮裕一          | 山本泰一郎 | 山本泰一郎 | 佐佐木惠子 横手博人 | 2月22日         |
| 19     |          | 彗星接近!地球最後的夜晚！？        | いとうなおこ      | 酒井伸次   | 酒井伸次   | 田中穣 渡邊伸弘     | 2月29日         |
| 20     |          | 將夢幻的怪鳥蛋取回來！             | いとうなおこ      | 松井仁之   | 松井仁之   | 阿部純子            | 3月7日          |
| 21     |          | 盜取充滿回憶的口琴！               | 藤田伸三          | 岡崎ゆきお | 岡崎ゆきお | 山本天志            | 3月14日         |
| 22     |          | UFO出現了！？街上大騷動！          | 米村正二          | 山本泰一郎 | 山本泰一郎 | 佐佐木惠子 横手博人 | 3月21日         |
| 23     |          | 假的預告函！？隱祕的香水陷阱。     | いとうなおこ      | 佐藤真人   | 酒井伸次   | 渡邊伸弘            | 3月28日         |
| 24     |          | 不可原諒！破壞別人家庭的壞人。     | 鈴木康之          | 松井仁之   | 松井仁之   | 門之園惠美          | 3月28日         |
| 25     |          | 強敵！和精英女刑事對決。           | 日暮裕一          | 岡崎ゆきお | 岡崎ゆきお | 山本天志            | 4月11日         |
| 26     |          | 芽美和大富豪的兒子訂婚！？         | いとうなおこ      | 山本泰一郎 | 山本泰一郎 | 佐佐木惠子 横手博人 | 4月18日         |
| 27     |          | 拯救美少女偶像！                   | 井上一弘          | 酒井伸次   | 酒井伸次   | 渡邊伸弘            | 5月2日          |
| 28     |          | 市長的陰謀！偷走「白鵝」。（前篇） | 横谷昌宏          | 山本泰一郎 | 山本泰一郎 | 佐佐木惠子          | 5月16日         |
| 29     |          | 市長的陰謀！偷走「白鵝」。（後篇） | 横谷昌宏          | 貞光紳也   | 貞光紳也   | 門之園恵美          | 5月23日         |
| 30     |          | 真正身分要曝光了！芽美千鈞一髮。   | 利波創造          | 鍋島修     | 鍋島修     | 石野聰              | 6月6日          |
| 31     |          | 盜取月之寶石！                     | 橋本裕志 藤田伸三 | 松井仁之   | 松井仁之   | 平山円              | 6月13日         |
| 32     |          | 盜取女性馬拉松選手的鞋子           | いとうなおこ      | 松井仁之   | 松井仁之   | 山本天志            | 6月20日         |
| 33     |          | 少女劍士的願望！盜取名刀。         | 藤田伸三          | 西澤晋     | 岡崎ゆきお | 阿部純子            | 6月27日         |
| 34     |          | 把 Thoroughbred 偷回來！           | 鈴木康之          | 佐藤真人   | 酒井伸次   | 渡邊伸弘            | 7月4日          |
| 35     |          | 把『幸福之樹』取回來！             | 井上一弘          | 山本泰一郎 | 山本泰一郎 | 佐佐木惠子          | 7月11日         |
| 36     |          | 自然的寶物·保護美麗的蝴蝶！        | 利波創造          | 貞光紳也   | 貞光紳也   | 阿部純子            | 7月18日         |
| 37     |          | 夢幻的名畫！歸來的女偵探。         | 日暮裕一          | 松井仁之   | 松井仁之   | 山本天志            | 7月25日         |
| 38     |          | 爆笑！胡鬧偵探團大活躍。           | 藤田伸三          | 鍋島修     | 酒井伸次   | 渡邊伸弘            | 8月1日          |
| 39     |          | 把白海豚放回海洋！                 | 小澤俊介(採錄)    | 山本泰一郎 | 山本泰一郎 | 佐佐木惠子          | 8月8日          |
| 40     |          | 母親的秘密！女怪盜的復仇。         | 小澤俊介(採錄)    | 貞光紳也   | 貞光紳也   | 阿部純子            | 8月15日         |
| 41     |          | 強敵！？可愛惡魔的圈套！           | 櫻井正明(採錄)    | 佐藤真人   | 岡崎ゆきお | 山本天志            | 8月22日         |
| 番外篇 |          | 未播出                             | 藤田伸三(構成)    | －         | －         | －                  | 8月30日         |
| 42     |          | 母親的敵人！蘿絲瑪麗的陰謀。       | 桜井正明          | 松井仁之   | 松井仁之   | 門之園惠美          | 9月5日          |
| 43     |          | 最後的戰鬥！救出飛鳥。             | 桜井正明          | 鍋島修     | 鍋島修     | 阿部純子            | 9月12日         |

### 播放電視台
| 播放対象地域  | 播放電視台     | 系列           | 備註       |
| ------------- | -------------- | -------------- | ---------- |
| 近畿廣域圏    | 朝日放送       | 朝日電視台系列 | 製作電視台 |
| 關東廣域圏    | 朝日電視台     | 朝日電視台系列 |            |
| 北海道        | 北海道電視台   | 朝日電視台系列 |            |
| 青森縣        | 青森朝日放送   | 朝日電視台系列 |            |
| 宮城縣        | 東日本放送     | 朝日電視台系列 |            |
| 秋田縣        | 秋田朝日放送   | 朝日電視台系列 |            |
| 山形県        | 山形電視台     | 朝日電視台系列 |            |
| 福島縣        | 福島放送       | 朝日電視台系列 |            |
| 新潟縣        | 新潟電視台21   | 朝日電視台系列 |            |
| 長野縣        | 長野朝日放送   | 朝日電視台系列 |            |
| 靜岡縣        | 靜岡朝日電視台 | 朝日電視台系列 |            |
| 石川縣        | 北陸朝日放送   | 朝日電視台系列 |            |
| 中京廣域圏    | 名古屋電視台   | 朝日電視台系列 |            |
| 廣島縣        | 廣島HOME電視台 | 朝日電視台系列 |            |
| 山口縣        | 山口朝日放送   | 朝日電視台系列 |            |
| 香川縣 岡山縣 | 瀨戶內海放送   | 朝日電視台系列 |            |
| 愛媛県        | 愛媛朝日電視台 | 朝日電視台系列 |            |
| 福岡縣        | 九州朝日放送   | 朝日電視台系列 |            |
| 長崎縣        | 長崎文化放送   | 朝日電視台系列 |            |
| 熊本縣        | 熊本朝日放送   | 朝日電視台系列 |            |
| 大分縣        | 大分朝日放送   | 朝日電視台系列 |            |
| 鹿兒島縣      | 鹿兒島放送     | 朝日電視台系列 |            |
| 沖繩縣        | 琉球朝日放送   | 朝日電視台系列 |            |

## 游戏

### Game Gear
1996年3月29日由SEGA发行的Game Gear用软件。

### 世嘉土星
1997年7月25日由发行的世嘉土星用软件。

#### 主题曲

歌 - 芽美&聖良（CV：樱井智&井上喜久子） / 作詞 - 有森聰美 / 作曲·編曲 - 松尾早人

## 外部連結
- 《圣少女》--北方网-天视频道 （页面存档备份，存于）